# Dalbergia miscolobium
Dalbergia miscolobium Benth. conhecida popularmente como caviúna do cerrado é uma árvore do género botânico Dalbergia.
A planta de porte médio apresenta um tronco tortuoso. É uma espécie típica do cerrado brasileiro, com habitat no meio do campo aberto.
Dalbergia pertence a tribo Dalberigieae. É um gênero que pode ser confundido com Machaerium quando em estágio vegetativo.
Assim como Machaerium apresenta folhas compostas imparipinadas e folíolos alternas. Ambas apresentam fruto seco, indeiscente do tipo samara. No entanto a posição do semente no fruto será a principal característica diagnóstica, onde Dalbergia seminifero central em contrapartida Machaerium núcleo se ministro basal.

## Nomes comuns
Jacarandá-do-cerrado, cabiúna, cabiúna-do-campo, caviúna, canzileiro, uraúna, pau-preto, jacarandá-caviúna, pau-preto.